# SK 1 (Schiff)
SK 1 (auch als Blauer Klaus bezeichnet) ist ein Anfang des 20. Jahrhunderts gebauter Schwimmkran.

## Geschichte
Der Schwimmkran wurde 1909 von der Deutschen Maschinenfabrik in Duisburg als einer von vier baugleichen Schwimmkranen für die Kaiserliche Werft Kiel gebaut. Er wurde dort als Kran 3 genutzt. Ende Juni 1944 kam er als Leihgabe zur AG Weser in Bremen. Deren Schwimmkran war am 23. Juni 1944 bei einem Luftangriff stark beschädigt worden. Da die Reparatur längere Zeit in Anspruch nehmen würde, war ein Ersatz nötig, um das U-Boot-Bauprogramm der Kriegsmarine nicht unterbrechen zu müssen.
Bei einem Luftangriff am 17. Februar 1945 wurde der Kran beschädigt. Einen Tag später wurde bei einem erneuten Luftangriff der Ponton des Kranes durchschlagen, so dass er voll Wasser lief und sank. Nach dem Ende des Zweiten Weltkrieges wurde der Kran von den Alliierten beschlagnahmt. Ende 1945 wurde er gehoben und notdürftig repariert. Er wurde in der Folge für den Wiederaufbau der bremischen Hafen- und Werftanlagen genutzt. 1950 wurde der Kran für den symbolischen Preis von einem US-Dollar an die AG Weser verkauft. Die AG Weser setzte den Kran instand und nutzte ihn ab Juni 1950 als SK-16 für die Ausrüstung von Schiffsneubauten sowie bei Reparaturen und Umbauten.
1969 wurde er in der Firmenfarbe der AG Weser blau lackiert, worauf er in der Folge den Spitznamen „Blauer Klaus“ bekam. Von Werftmitarbeitern wurde er aufgrund der mit 150 t recht hohen Hebeleistung auch „Hein Wuppdi“ genannt.
Nach der Schließung der AG Weser kam der Kran 1983 zur Schichau Seebeckwerft in Bremerhaven. 1998 wurde er an die Lloyd-Werft verkauft. Inzwischen gehört der Kran dem Bremerhavener Unternehmen Petram. Er wird von der zur Heinrich-Rönner-Gruppe gehörenden BVT Chartering und Logistics in erster Linie auf der ebenfalls zur Heinrich-Rönner-Gruppe gehörenden Werft Bredo Dry Docks in Bremerhaven genutzt.
Aufgrund des Alters entspricht die Technik des Krans nicht den heutigen Anforderungen. So ist er beispielsweise recht langsam. Es gibt Überlegungen, den Kran an ein Museum zu verkaufen.

## Technische Daten
Der Drehkran ist auf einen Ponton aufgesetzt. Dieser ist 40 Meter lang, 22,95 Meter breit (mit Scheuerleiste jeweils 40 Zentimeter mehr) und 4 Meter hoch. Die Ladefläche auf dem Deck beträgt 20 × 15 Meter. Im Ponton sind die Motoren für den Antrieb des Krans und des Pontons untergebracht. Außerdem befinden sich hier Aufenthaltsräume, Lager und eine Werkstatt sowie Treibstoff- und Wassertanks.
Der Kran hat zwei Hubwerke, die 150 bzw. 30 t heben können sowie eine Schräglaufkatze mit einer Hebekapazität von 10 t.
1950 wurde die Motorenanlage des Krans ersetzt. Die Dampfturbinen, die zum Antrieb des Schwimmkrans dienten – verbaut waren zwei Maschinensätze mit jeweils 150 PS Leistung, von denen einer als Reserve diente – wurden durch zwei MAN-Dieselmotoren mit jeweils 180 PS Leistung ersetzt. Die Motoren treiben jeweils einen Generator an und werden für den Antrieb des Pontons genutzt. Die Generatoren erzeugen den Strom für die Hubmotoren des Krans. Die Dieselmotoren wurden 1980 erneut ersetzt, dieses Mal durch MAN-Dieselmotoren des Typs D2542 MTE. Für den Antrieb des Pontons stehen zwei Propellergondeln zur Verfügung. Damit kann der Schwimmkran kurze Strecken eigenständig überwinden. Für längere Strecken wird der Ponton mithilfe eines Schleppers bewegt.